# Єлена Георгі
Єле́на Гео́ргі (рум. Elena Gheorghe; нар. 30 липня 1985 року, Бухарест) — румунська співачка, представниця Румунії на «Євробаченні 2009» у Москві.

## Біографія
Єлена має румунські та арумінське коріння. Багато хто з її предків були священиками, в тому числі і її батько. Її мати, Маріоара Ман Георге, виконавиця фолк-музики. Саме у дуеті з нею відбувся перший виступ Єлени в 1988 році. У Єлени є сестра Ана — вона журналістка, і брат Костін — він футболіст, який грає за «Спортул».
У 11 років Єлена вступила до «Children's National Palace», де брала уроки співу. У 2000 році вона завоювала золотий трофей «Little Bear» в Бая-Маре з піснею Вітні Х'юстон «One moment in time». У 2001 році Єлена брала участь у фестивалі Мамайя з піснею «Dau viata mea».

### Музична кар'єра
Єлена почала співати в гурті «Mandinga» на початку 2003 року. У червні того ж року група випустила свій перший альбом — «… de corazón». У 2005 році Mandinga посіла четверте місце в румунському відборі на «Євробачення», виступаючи з піснею «My Sun». Пізніше диск з цією піснею отримує статус золотого.
У січні 2006 року Єлена відкрила власну танцювальну школу «Passitos», а через місяць завершила свою співпрацю з групою «Mandinga». У червні 2006 року Олена випустила свій перший сольний альбом «Vocea Ta». У серпні 2007 року Єлена отримала нагороду за найкращу пісню («Ochii tai caprui»).

### Євробачення 2009
У січні 2009 року Олена була обрана представником Румунії на «Євробаченні 2009» з піснею «The Balkan Girls». 16 травня у фіналі конкурсу Олена набрала сорок балів і зайняла дев'ятнадцяте місце .

## Дискографія

### «Mandinga»
- 2003 — «… de corazón»
- 2005 — «Soarele meu»

### Соло
- 2006 — «Vocea ta»
- 2008 — «Te ador»

### Сингли
| Рік  | Назва              | Альбом                   |
| ---- | ------------------ | ------------------------ |
| 2006 | «Vocea Ta»         | Vocea Ta                 |
| 2007 | «Ochii tăi căprui» | Vocea Ta                 |
| 2008 | «Te Ador»          | Te Ador                  |
| 2008 | «Până la stele»    | Te Ador                  |
| 2009 | «The Balkan Girls» | Te Ador: Special Edition |
| 2010 | «Disco Romancing»  | Midnight Sun             |
| 2011 | «Midnight Sun»     | Midnight Sun             |